# Orthonops giulianii
Orthonops giulianii  (лат.) — вид мелких пауков рода Orthonops из семейства Caponiidae. Северная Америка: США (Калифорния).

## Описание
Длина самцов до 3,87  мм (самки крупнее — до 5,33 мм). Имеют только 2 глаза. Имеют вентральный полупрозрачный киль на переднем метатарзусе и сильно редуцированную полупрозрачную мембрану между метатарзусом и лапкой передней пары ног.
Вид Orthonops giulianii был впервые описан в 1995 году американским арахнологом профессором Норманом Платником (Norman I. Platnick; Американский музей естественной истории, США) вместе с Orthonops zebra и назван в честь биолога Д. Джулиани (Derham Giuliani, 1931—2010), сооснователя и многолетнего президента общества Universal Pantheist Society. Таксон Orthonops giulianii включён в состав рода Orthonops Chamberlin, 1924 (вместе с Orthonops lapanus, Orthonops icenoglei, Orthonops iviei, Orthonops johnsoni, Orthonops overtus и другими).